# Darkhaus
Darkhaus (parfois stylisé DARKHAUS) est un groupe international de dark rock, originaire de Livingston, en Écosse, actif entre 2011 et 2017. Les membres viennent d'Écosse, des États-Unis, d'Autriche et d'Allemagne, et étaient signés chez Oblivion, un label de SPV.

## Histoire
Darkhaus est formé en 2011 par Gary Meskil (Pro-Pain) et Rupert Keplinger (Eisbrecher), qui a travaillé entre autres pour Peter Maffay (Tabaluga), Oomph!, Stephan Weidner et Laith al Deen. Meskil amène le guitariste Marshall Stephens de Pro-Pain dans le groupe, le batteur Paul Keller et le chanteur écossais Ken Hanlon, qui vit en Floride, complètent Darkhaus. En mars 2013, le groupe signe un contrat mondial avec SPV.
Entre fin 2013 et mi-2014, Darkhaus fait des tournées en tant que groupe de soutien pour Unzucht, Subway to Sally et Eisbrecher. Auparavant, le groupe avait sorti son premier album My Only Shelter, qui lui avait valu ses premiers succès lors de ces tournées. Le 10 août 2014, Darkhaus se produit au festival M'era Luna. Dans la presse musicale imprimée et en ligne, Darkhaus est adoubé en 2013 et 2014 comme top newcomer (top nouvel arrivant) et newcomer (nouvel arrivant) de l'année. Après quelques premiers concerts en tant que tête d'affiche en 2014, une première tournée personnelle suit en 2015, du nom de l'EP Providence sorti le 27 mars 2015,,,. Darkhaus effectue ensuite plusieurs dates pour promouvoir l'album, notamment avec groupes comme Lord of the Lost.
Le 21 mai 2019, le chanteur Ken Hanlon annonce sur Facebook qu'il n'était plus membre du groupe depuis fin 2017 et que la suite du parcours du groupe était encore inconnue. Le groupe est dissous par la suite. 

## Discographie
- 2013 : My Only Shelter (album, Oblivion)
- 2015 : Providence (EP, Oblivion)
- 2016 : When Sparks Ignite (album, Oblivion)